# Shaboozey
Shaboozey, de son vrai nom Collins Obinna Chibueze, né le 9 mai 1995 à Fairfax en Virginie, est un chanteur et rappeur américain, connu pour l'éventail de genres musicaux explorés dans sa musique.

## Biographie

### Jeunesse
Collins Obinna Chibueze naît en mai 1995 à Fairfax en Virginie, de parents nigérians. Il grandit à Woodbridge, dans le nord de l'État.
Son nom de scène, Shaboozey, est dérivé de son nom de famille, lequel signifie « Dieu est roi » en igbo.

### Carrière
Shaboozey délivre son premier single, intitulé Jeff Gordon, en 2014. La même année, il fonde la société de production V Picture Films consacrée à la création de clips vidéo.
En 2017, le natif de Fairfax signe avec le label Republic Records et sort son premier album studio, titré Lady Wrangler, l'année suivante.
En 2018, il figure sur la bande originale du film Spider-Man: Into the Spider-Verse.
Son deuxième album studio, intitulé Cowboys Live Forever, Outlaws Never Die, paraît en 2022.
En mars 2024, Shaboozey figure sur deux pistes de l'album country de Beyoncé, Cowboy Carter. Ces collaborations donnent un coup d'élan à la carrière de Shaboozey, qui délivre le single A Bar Song (Tipsy) le mois suivant. Le titre rencontre un immense succès, atteignant la 1re place du Top singles country, puis du Billboard Hot 100. Au mois de juin 2024, A Bar Song (Tipsy) est certifié double single de platine. Au Canada, A Bar Song (Tipsy) devient, en octobre 2024, le titre ayant trôné le plus longtemps au sommet du Canadian Hot 100, tandis qu'aux États-Unis, il égalise le record établi par Lil Nas X avec le single Old Town Road, en se maintenant pendant un total de 19 semaines à la 1re place des charts.
Son troisième album studio, Where I've Been, Isn't Where I'm Going, paraît le 31 mai 2024 et atteint la 5e place du Billboard 200 en amassant 50 000 équivalent ventes lors de sa première semaine d'exploitation.